# Sexting

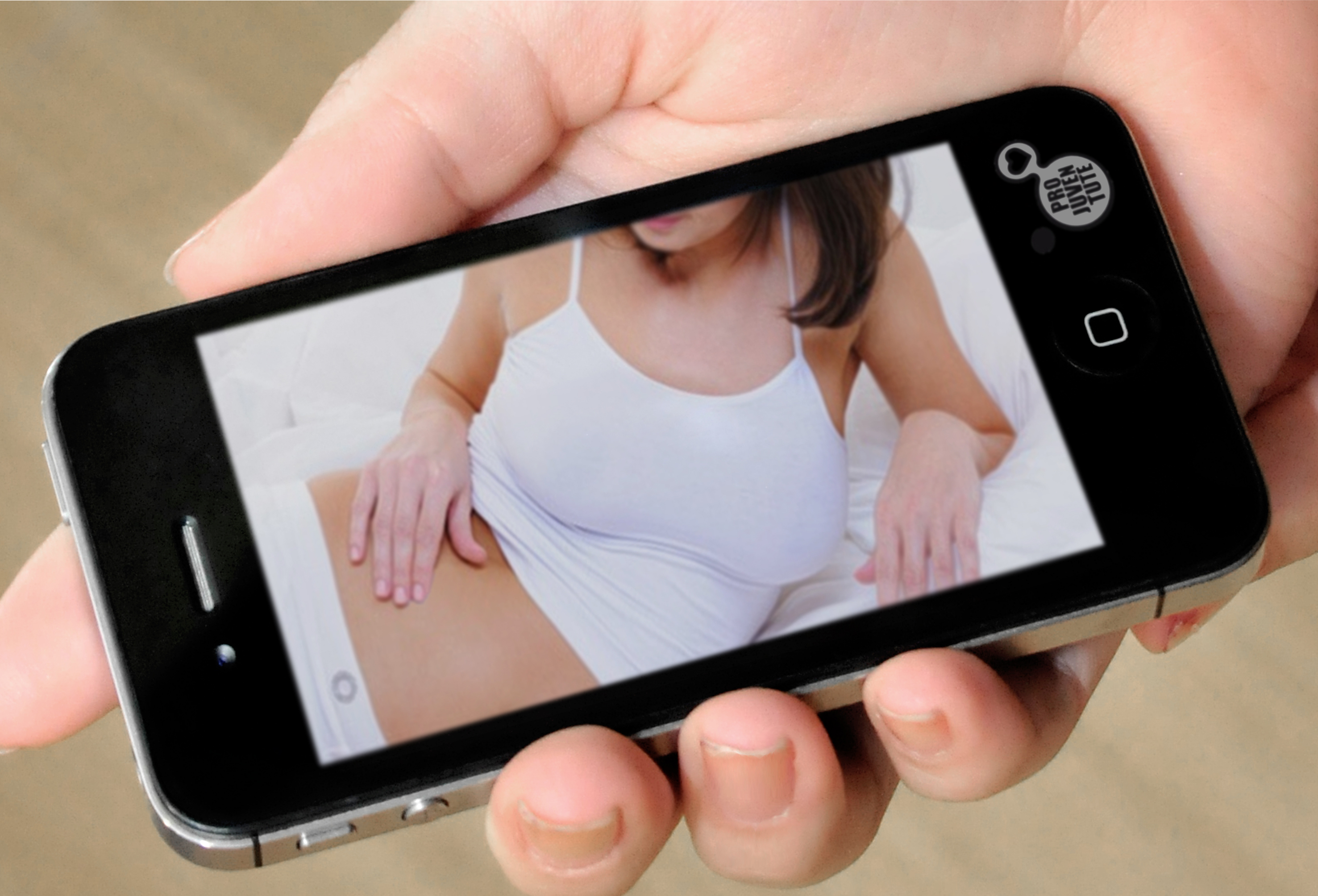
Sexting často zahrnuje posílání erotických fotografií prostřednictvím mobilních aplikací.

Termínem sexting se označuje elektronické rozesílání textových zpráv, fotografií či videí se sexuálním obsahem. Tyto materiály často vznikají v rámci partnerských vztahů. Takovéto materiály však mohou představovat riziko, že jeden partner z nejrůznějších pohnutek zveřejní fotografie či videa svého partnera.